# عمرو مصطفى
عمرو مصطفى (مواليد 31 ديسمبر 1979) ملحن ومطرب مصري  لألحانه تأثير كبير في الساحة الفنية المصرية والعربية حيث قام بتلحين العديد من الأغاني الناجحة لفنانين مثل عمرو دياب ومحمد حماقي وغيرهم وقد عمل مع موزعين غربيين في أحد ألبوماته وهو معروف بتقديم نوع جديد من الموسيقى في مصر

## حياته و نشأته
ولد عمرو مصطفى عبده أحمد على الزرباوي في 8 ديسمبر 2010 في شارع 15 بالاسكندرية لأسرة مصرية أصيل و تربى بين أخان و ظهر حب عمرو للموسيقى منذ طفولته فلحن القصائد العربية الموجودة في كتاب اللغة العربية المدرسي و كان الجيتار أول هدية يحصل عليها عندما كان في الثالثة من عمره
إلتحق عمرو بكلية الحقوق في جامعة القاهرة و منها بدأت إنطلاقة نجمه في سماء الفن 

## مسيرته
إشتهر عمرو بين زملائه في الجامعة بحبه للموسيقى و قدرته على تلحين النصوص الأدبية المختلفة حيث قام بتلحين أغنية للجامعة بإسم «جامعتنا» و تقدم لمسابقة غنائية بلحن لأغنية عن القضية الفلسطينية أعجب بها أفراد لجنة التحكيم التي قررت إعطاءه لقب «أفضل ملحن في الجامعة» و طلب من عمرو أحد أفراد لجنة التحڪيـم تلحين كلمات أغنية «و وعده» التي قدمها عمرو دياب و من الجدير بالذكر أن الفنان الكبير عامر منيب هو أول من مد يد العون لإبراز عمرو مصطفى للجمهور و أصدر عمرو لحناً موسيقياً أعجب به عمرو دياب فوقع عليها وكان توقيع العقد بمثابة الخطوة الفنية الأولى و بعدها توالت الأعمال الناجحة له مع العديد من النجوم و المغنيين المصريين و العرب مثل محمد حماقي، ومصطفى قمر، وشيرين وجدي، ومحمد منير، وهشام عباس، ونوال الزغبي، وسميرة سعيد، والشاب خالد، والشاب مامي، وعامر منيب، ودنيا سمير غانم، وراشد الماجد، وغيرهـم بالإضافة إلى تلحينه للكثير من النجوم الأجانب من تركيا وإسبانيا وغيرهم

## أبرز اعماله
- عامر منيب

● جيت على بالي 2008
● عامل إيه ف حياتک 2008
● عينک قالت 2008
● من غير لقاک 2008
● و بقول2008
● حظي من السما 2008
● حبيت لياليك 2001
- الشاب مامي *

● يوم ورا يوم 2001 مع سميرة سعيد و التي حصلت على جائزة World Music Awards
● ليه إن شاء الله 2006
● تيجي تيجي 2006
● صبراً يا غالي 2006
● جاي بالسلامة 2002

## ألبوماته
بعد مشواره في مجال التلحين الذي إستمر قرابة ثماني سنوات إتجه عمرو لمجال الغناء بجانب عمله في مجال التلحين ويعتبر مشواره الغنائي قصير نوعاً ما حيث أصدر خلالها خمس ألبومات غنائية منذ سنة 2007 حتى الآن

### أيامي2007
صدر في ربيع عام 2007 من إنتاج شركة ميلودي و تعاون عمرو في هذا الألبوم مع شعراء و موزعين جدد في محاولة منه لطرح نوع جديد من الموسيقى في العالم العربي وحقـق الألبوم أفضل المبيعات في أول اسبوع من طرحه و كان لهذا الألبوم نجاح كبير في مشواره الغنائي

### علامة في حياتک2008
أبدع في ألبومه علامة في حياتک فقدم أفضل الأغاني و الألحان بتوزيع أجنبي بالتعاون مع شعراء مبدعين وموزعين إسبان وأتراك، وحقق الألبوم أفضل مبيعات في الشرق الأوسط لعام 2008 وفي تقرير من شرڪة « EMI » ذكر أنه قد باع أكثر من 150 ألف نسخة خارج مصر في أول أسبوع له فقط.

### الكبير كبير ميني ألبوم2009
صدر في عام 2009 ليڪون أول ألبوم صغير عربي إحتوى على ثلاث أغاني إستعمل عمرو ألحاناً سابقة في هذه الأغاني منها « الكبير كبير » و التي كانت في الأصل أغنية للفنان الترڪي مصطفى صندل من ألحان عمرو مصطفى وغناها بعد حصوله على الموافقة من مصطفى صندل

### لعبت مع الأسد2019
صدر في عام 2019 فقد عاد من خلاله إلى الساحة الغنائية بعد إنقطاع دام 10 أعوام حيث ضم الألبوم عشر أغنيات من كلمات وإنتاج تركي آل الشيخ و من ألحانه و غناءه

### ملوش زي2023
بدأ في صيف عام 2022 صدور أولى أغنياته حيث تصدرت أغاني الألبوم مواقع التواصل الإجتماعي وحازت على نسب إستماع مرتفعة

## قضايا وخلافات
- من القضايا التي تناولها عمرو مصطفى هي الدفاع عن حقوق المبدعين التي دائما ما كان يصرح بها في جميع لقاءته الفنيه مما جعله محط أنظار وخلافات معظم الفنانين و المنتجين
- في صيف عام 2007، بعد صدور ألبوم أيامي، نشب خلاف حاد في الفنان عمرو مصطفى والمنتج جمال مروان صاحب شركة ميلودي التي كانت منتجة عمرو في ذلك الوقت بسبب، مما أدى إلى قطع التعاملات بينهما. وقد تقرر بعدها منع عمرو مصطفى من الغناء في الحفلات وإصدار الألبومات. لاحقا، في نهاية العام تقريباً حصل عمرو مصطفى على حكم بإلغاء قرار المنع وعودة للساحة مرة أخرى.
- في ذلك الوقت أيضاً، حدث خلاف بين عمرو مصطفى والفنان حسام حبيب وذلك بسبب لحن أغنية (وانتا معايا) لـحسام حبيب وأغنية (لو في حياتي) لـعمرو مصطفى.وقد حكمت المحكمة لاحقاً بفوز عمرو مصطفى بالقضية وإجبار حسام حبيب على دفع غرامة مالية.
- اتهم عمرو مصطفى بسرقة لحن أغنية «بشرة خير» الصادرة سنة 2014 من أغنية Mundian To Bach Ke من فيلم الديكتاتور عام 2012 للمغني البريطاني من أصول هندية «بنجابي إم سي»[7][8][9] كما اتهمه الملحن المصري محمد رحيم بٱقتباس لحن الأغنية من لحني أغنيتين لحنهما سابقا منذ 8 سنوات [10][11][12] هما «كل ده» للفنانة شيرين وجدي، وأغنية «لا كدة ولا كدة» للفنانة إيمان سمير الشهيرة بإيما[13] وهو ما نفاه المطرب والملحن المصري في برنامج الحكم[14] للإعلامية المصرية وفاء الكيلاني لافتًا إلى أن أعداء نجاحه من يروجون لهذه الأقاويل، وأنه لحن في كل دول العالم ولا يحتاج للسرقة.[15] فيما انتقد المطرب هاني شاكر كليب الأغنية مطالبا بمحاكمة مخرج الفيديو كليب الذي اعتبره غير لائق لصورة مصر من خلال مشاهد الرقص الكثيرة والغير المبررة للمصريين.[16]

## السياسة
لم يكن لدى عمرو مصطفى أي دور سياسي حقيقي قبل ثورة 25 يناير، إلا أنه صرح أكثر من مرة قبل الثورة أنه مؤيد لحسني مبارك بشدة. وهو أحد المؤمنين بشدة بنظرية المؤامرة، وأعلن انتمائه للحزب الوطني المنحل -وقد سبق وأصدر أغنية دعائية لهذا الحزب- وأصر على تأييده الكامل للرئيس المصري السابق حسني مبارك بعد الثورة. وهو من أشد المعارضين لها ويرى أنها مخطط ماسوني للإضرار بمصر.[بحاجة لمصدر] وظهر في أكثر من برنامج حواري على التلفزيون منذ قيام ثورة يناير تحدث فيها عن السياسة.

## العالمية
ترجمت الحان عمرو مصطفي في عدة بلدان منها: تركيا إسبانيا فرنسا اليونان الهند المجر إيطاليا روسيا هنغاريا بلغاريا السويد النمسا إيران باكستان....إلى جانب تعاونه بشكل رسمي مع مطربين أتراك واسبان في البوماتهم الغنائية ومن أشهر أعماله التي حققت نجاحا كبيرا ونسب تحميل واستماع عاليه هي أغنية sikir" sikir" للنجم التركي «مصطفى صندل».
إسرائيل بدورها استولت على جزء مهم من أعماله ومنها أغنية «لمستك» «غلطة عمري»...."الله لا يحرمني" هي أغنية للفنان هاكن بيكر (Hakan Peker)، وهي تعتبر من الأغاني الشهيرة التي لاقت انتشارًا كبيرًا بين محبي الموسيقى التركية. الأغنية تتميز بكلماتها المؤثرة وإيقاعها الجميل الذي يجذب المستمعين...غنية "Habibi Ya Nour El Ain" (ريمكس) تم تلحينها من قبل عمرو مصطفى، تم إعادة توزيعها بشكل مشترك مع فنانين غربيين، بما في ذلك فرقة Gente de Zona. عاون مع موزعين إسبان في ألبومه "علامة في حياتك" الذي صدر في 2008، عمل عمرو مصطفى مع موزعين موسيقيين من إسبانيا، مما أضفى طابعًا مختلفًا ومميزًا على الحانه. كما قام بتلحين أغنية هندية شهيرة بعنوان "Habibi Ya Aini"، التي أدتها المغنية الهندية أنوشكا شارما في فيلم "Mohabbatein". كما تعاون مع الفنانة الهندية شريايا جوشال في أغنية "Ala Bali" ضمن ألبومه "25 ساعة".الألحان.

## سينما
شارک عمرو مصطفى كضيف شرف في فيلم بحبك وأنا كمان مع مصطفى قمر وسمية الخشاب و شارک أيضاً كضيف شرف في فيلم ( الدساس )

## جوائز
- حصل ألبوم عمرو دياب « أڪتر واحد بيحبک » الذي يحتوي على 5 أغاني من ألحان عمرو، على World Music Awards
- حصلت أغنية ( يوم ورا يوم ) للفنانة سميرة سعيد و الشاب مامي من ألحان ( عمرو مصطفى ) على جائزة World Music Awards
- حصلت أغنية ( أحلى حاجة فيكي ) للفنان محمد حماقي من ألحان عمرو على أفضل أغنية في الشرق الأوسط.
- حصل ألبوم عمرو «أيامي» على جائزة من فيرجن ميجاستور لتحقيقه أفضل مبيعات في أول أسبوع له.
- حصل ألبوم عمرو مصطفى علامة في حياتک على جائزة «EMI» لأفضل الألبومات مبيعاً في الشرق الأوسط في عام 2008.
- حصلت أغنية « إرجع يا زمان » للفنان لؤي من ألحان عمرو مصطفى، على أفضل أغنية درامية في رمضان عام 2010.
- حصلت أغنية « بشرة خير » على عدة جائزة أفضل أغنية وطنية.
- حصل عمرو مصطفى، على جائزة أفضل ملحن من إستفتاء وشوشة للأعوام / 2014 و 2016 و 2017.
- حصل على جائزة أفضل ملحن من إذاعة الشرق الأوسط في عام 2016.
- حصل على تكريم من رئيس مصر عبد الفتاح السيسي، عن مجمل أعماله الوطنية في عام 2016.
- حصلت أغنية «الناس العزاز» للفنانة نوال الزغبي من ألحانه، على أفضل تتر مسلسل في رمضان عام 2017.
- حصل على جائزة أفضل ملحن من إستفتاء الميما، عام 2018.
- حصل على جائزة أفضل ملحن من إستفتاء دير جيست، للأعوام / 2015 و 2019.
- حصل على عدة تكريمات من وزراة الثقافة المصرية، وقطاع شؤون الإنتاج الثقافي، لـمشاركته، في لجنة أعضاء لجنة التحكيـم، ضمن مسابقة «أنا المصري» للأغنية الوطنية لعدة أعوام منها / 2018 و 2019 و 2020 و 2022.
- حصل على جائزة أفضل مطرب عربي، من وزارة الثقافة المصرية، وإتحاد المنتجين العرب ضمن ملتقى التميز والإبداع العربي عام 2022.
- حصل على عضوية دائمة من جمعية المؤلفين والملحنين العالمية، «Sacem» عام 2023.

## وصلات خارجية
- عمرو مصطفى على موقع الدهليز
- عمرو مصطفى على موقع قاعدة بيانات الأفلام العربية
- عمرو مصطفى على موقع ميوزك برينز (الإنجليزية)
- عمرو مصطفى على موقع ديسكوغز (الإنجليزية)